# Agremiação Sportiva Arapiraquense
Maillots
Actualités
Dernière mise à jour : 19 avril 2020.
L'Agremiação Sportiva Arapiraquense (ASA) est un club brésilien de football basé à Arapiraca dans l'État de l'Alagoas, fondé le 25 septembre 1952.

## Histoire
- 1952 : fondation du club sous le nom d'Associação Sportiva Arapiraquense
- 1977 : le club est renommé Agremiação Sportiva Arapiraquense

## Palmarès
- Championnat de l'État de l'Alagoas
  - Champion : 1953, 2000, 2001, 2003, 2005